# Schraplau
Schraplau é um município da Alemanha, situado no distrito de Saale, no estado de Saxônia-Anhalt. Tem 7,05 km² de área, e sua população em 2019 foi estimada em 1.097 habitantes.